# Сім Гвон Хо
У цьому корейському імені прізвище (Сім) стоїть перед особовим ім'ям.
Сім Гвон Хо (кор. 심 권호; нар. 10 грудня 1972, Соннам) — південнокорейський борець греко-римського стилю, дворазовий чемпіон світу, триразовий переможець, срібний та бронзовий призер чемпіонатів Азії, дворазовий чемпіон Азійських ігор, дворазовий переможець та срібний призер Кубків світу, дворазовий чемпіон Олімпійських ігор. Включений до Всесвітньої Зали слави Міжнародної федерації об'єднаних стилів боротьби (FILA).

## Біографія
Боротьбою почав займатися з 1984 року. Виступав за команду Корейської Національної житлової компанії із Сеула. Тренувався під керівництвом бронзового призера Олімпійських ігор 1984 року Пан Дэ Ду.

## Виступи на Олімпіадах
| Змагання                    | Збірна         | Вагова категорія | Місце  |
| --------------------------- | -------------- | ---------------- | ------ |
| Літні Олімпійські ігри 1996 | Південна Корея | 48 кг            | Золото |
| Літні Олімпійські ігри 2000 | Південна Корея | 54 кг            | Золото |

## Виступи на Чемпіонатах світу
| Змагання                        | Збірна         | Вагова категорія | Місце  |
| ------------------------------- | -------------- | ---------------- | ------ |
| Чемпіонат світу з боротьби 1995 | Південна Корея | 48 кг            | Золото |
| Чемпіонат світу з боротьби 1998 | Південна Корея | 54 кг            | Золото |

## Виступи на Чемпіонатах Азії
| Змагання                       | Збірна         | Вагова категорія | Місце  |
| ------------------------------ | -------------- | ---------------- | ------ |
| Чемпіонат Азії з боротьби 1992 | Південна Корея | 48 кг            | Бронза |
| Чемпіонат Азії з боротьби 1993 | Південна Корея | 48 кг            | Срібло |
| Чемпіонат Азії з боротьби 1995 | Південна Корея | 48 кг            | Золото |
| Чемпіонат Азії з боротьби 1996 | Південна Корея | 48 кг            | Золото |
| Чемпіонат Азії з боротьби 1999 | Південна Корея | 54 кг            | Золото |

## Виступи на Азійських іграх
| Змагання           | Збірна         | Вагова категорія | Місце  |
| ------------------ | -------------- | ---------------- | ------ |
| Азійські ігри 1994 | Південна Корея | 48 кг            | Золото |
| Азійські ігри 1998 | Південна Корея | 54 кг            | Золото |

## Виступи на Кубках світу
| Змагання                    | Збірна         | Вагова категорія | Місце  |
| --------------------------- | -------------- | ---------------- | ------ |
| Кубок світу з боротьби 1993 | Південна Корея | 48 кг            | Золото |
| Кубок світу з боротьби 1996 | Південна Корея | 48 кг            | Золото |
| Кубок світу з боротьби 1997 | Південна Корея | 54 кг            | Срібло |